# Pfarrkirche Pleissing

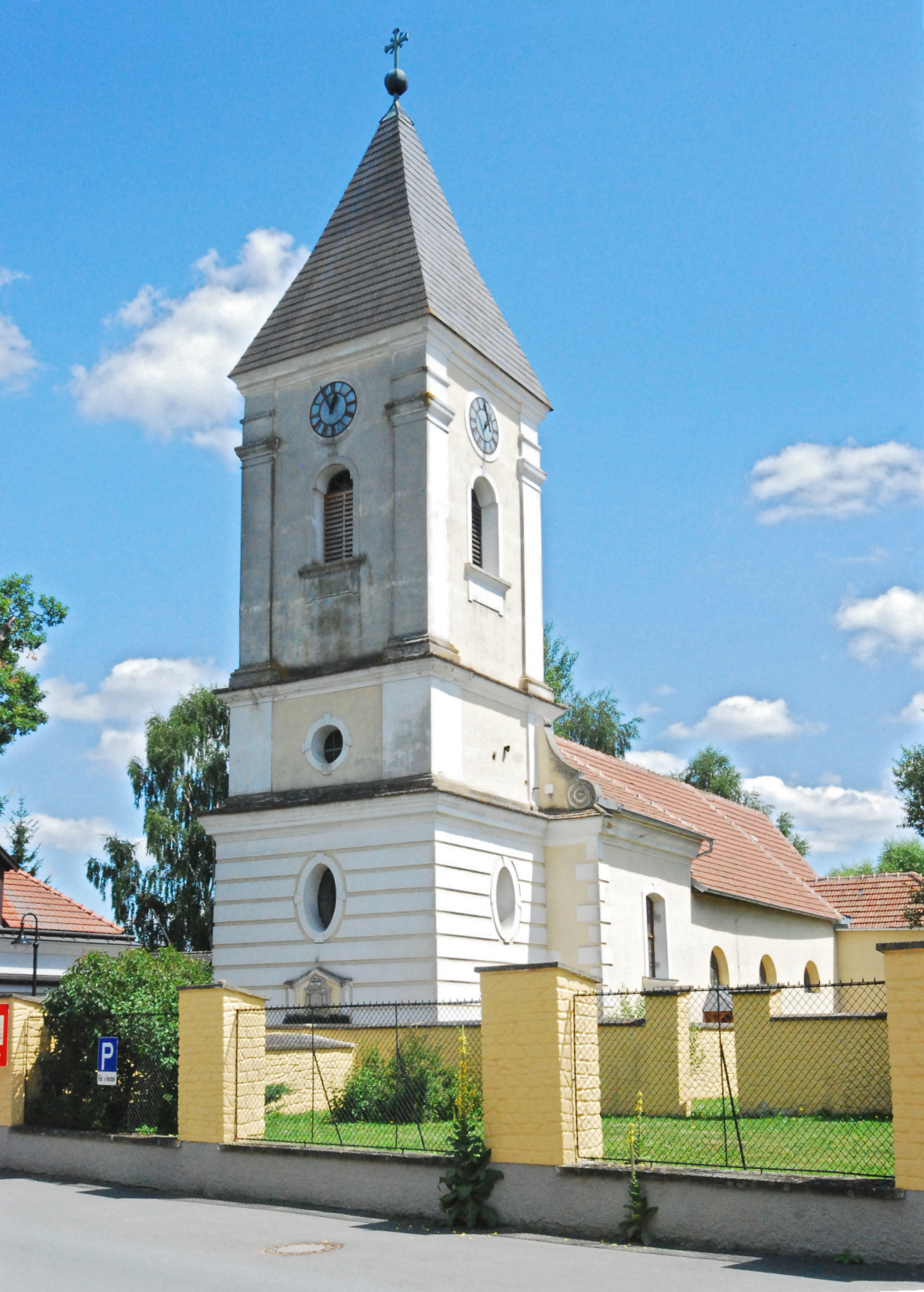
Katholische Pfarrkirche hl. Kunigunde in Pleissing

Die römisch-katholische Pfarrkirche Pleissing steht im Norden der Ortschaft Pleissing in der Stadtgemeinde Hardegg im Bezirk Hollabrunn in Niederösterreich. Die dem Patrozinium der hl. Kunigunde unterstellte Pfarrkirche – dem Stift Geras inkorporiert – gehört zum Dekanat Geras in der Diözese St. Pölten. Die Kirche steht unter Denkmalschutz (Listeneintrag).

## Geschichte
Der gotische Kirchenbau wurde im 14. Jahrhundert erbaut. Die frühbarocke Langhauswölbung mit einer westlichen Erweiterung erfolgte in der zweiten Hälfte des 17. Jahrhunderts. 1757 wurde die Pfarre gegründet, zeitgleich mit der Errichtung des Turmes.

## Architektur
Das Langhaus der im Kern gotischen Kirche wurde erweitert und barockisiert, und die Kirche erhielt einen barocken Turm. Über dem Hauptportal im Turm befinden sich die Wappen der beiden Stifter von Pfarre und Kirche, Johann Joseph Fürst von Khevenhüller-Metsch, Kämmerer Maria Theresias, und seiner Ehefrau Karoline Maria Augusta von Metsch (1709–1784).
Das Langhaus mit einem umlaufenden Traufgesims und halbrunden Fenstern entstand in der zweiten Hälfte des 17. Jahrhunderts, das segmentbogige Fenster an der Westseite stammt aus der  Mitte des 18. Jahrhunderts. Der vorgestellte Westturm mit profilierten Gesimsen entstand 1757, das Erdgeschoß ist gebändert. Der Dreiecksgiebel  über dem Portal zeigt die Wappenkartusche Hardegg und darüber einen bekrönenden Herzoghut und Ovalfenster. Das Obergeschoß des Turms hat Eckpilaster, rundbogige Schallfenster und überleitende Volutenschmiegen zum flacheren Satteldach der Langhauserweiterung. Der Turm hat einen Pyramidenhelm. Der Chor hat Strebepfeiler und drei Spitzbogenfenster nach Osten und ein Spitzbogenfenster gegen Norden sowie ein vermauertes Spitzbogenfenster gegen Süden. Die östlichen Fenster sind zweibahnig mit Drei- und Vierpaßmaßwerk aus der zweiten Hälfte des 14. Jahrhunderts. Im nördlichen Chorwinkel steht ein gotischer Anbau mit einem Kreuzgratgewölbe, im südlichen Chorwinkel wurde 1900 eine Sakristei angebaut. 
Das Langhaus ist mit einer Stichkappentonne überwölbt, die auf Wandpfeilern aus dem 17. Jahrhundert mit profilierten Kämpfern ruht. Die Westempore auf einer breiten Tonne entstand 1757, darüber befindet sich ein höheres Stichkappentonnengewölbe der Langhauserweiterung. Der Triumphbogen ist rundbogig. Der einjochige Chor hat einen Fünfachtelschluss, das Kreuzrippengewölbe mit gekehlten Rippen ruht auf gefächerten, spitz zulaufenden gewirtelten Konsolen aus dem 14. Jahrhundert.
Die figuralen und ornamentalen Glasmalereien aus 1908 zeigen die Heiligen Barbara, Michael und Antonius von Padua.

## Ausstattung
Die Einrichtung ist neu.
Die Orgel baute Johann Lachmayr 1898. Eine Glocke nennt 1572. Eine Glocke nennt Johann Georg Begl 1747.